# San Leonardo Murialdo
San Leonardo Murialdo är en kyrkobyggnad i Rom, helgad åt den helige Leonardo Murialdo (1828–1900), grundare av Congregazione di San Giuseppe. Kyrkan är belägen vid Via Salvatore Pincherle i Quartiere Ostiense och tillhör församlingen San Leonardo Murialdo.

## Historia
Kyrkan uppfördes efter ritningar av arkitekten Giuseppe Forti och konsekrerades den 23 april 1988 av biskop Clemente Riva.
Till vänster om högaltaret finns ett monumentalt polykromt glasfönster med scener ur den helige Leonardos liv.

## Kommunikationer
- Tunnelbanestation – Roms tunnelbana, linje  Basilica San Paolo